# Chlorid uraničitý
Chlorid uraničitý je anorganická sloučenina uranu a chlóru se vzorcem UCl4. Je to hygroskopická pevná látka olivově zelené barvy. UCl4 použit v procesu elektromagnetické separace izotopů při obohacování uranu. Je to jedna z hlavních výchozích látek pro výrobu organických sloučenin uranu.

## Syntéza
Chlorid uraničitý se komerčně vyrábí reakcí tetrachlormethanu s čistým oxidem uraničitým UO2 při 370 °C
Chlorid uranu se také syntetizuje obecně reakcí oxidu uranového (UO3) a hexachlorpropenu. UCl4 lze vytvořit i jednodušší reakcí UI4 s chlorovodíkem v organických rozpouštědlech.

## Krystalová struktura
Podle rentgenové krystalografie mají uranové ionty koordinační číslo 8 a jsou obklopena osmi atomy chloru, čtyřmi ve vzdálenosti 264 pm a dalšími čtyřmi ve vzdálenosti 287 pm.

## Chemické vlastnosti
Rozpouštění v protických rozpouštědlech je složitější. Když se UCl4 přidá do vody, vytvoří se aquauranový komplex.
UCl4 + x H2O → [U(H2O)x]4+ + 4 Cl−
Komplex [U(H2O)x]4+, kde x je 8 nebo 9, je silně hydrolyzován.
[U(H2O)x]4+ ⇌ [U(H2O)x−1(OH)]3+ + H+
Hodnota pKa pro tuto reakci je kolem 1,6, hydrolýza proto probíhá vždy, když je pH > 0. K další hydrolýze dochází při pH > 3. Mohou se také tvořit slabé chlorné komplexy vodního iontu. Publikované odhady hodnoty log K pro tvorbu [UCl]3+(aq) se liší od -0,5 do +3 kvůli obtížím s měřením během současné hydrolýzy.
U alkoholů může dojít k částečné solvolýze .
UCl4 + x ROH ⇌ UCl4−x(OR)x + x HCl
Chlorid uraničitý se rozpouští v aprotických rozpouštědlech, jako je tetrahydrofuran, acetonitril, dimethylformamid atd., která mohou působit jako Lewisovy báze. Vznikají solváty UCl4Lx, které lze izolovat. Rozpouštědlo musí být zcela bez rozpuštěné vody, jinak dojde k hydrolýze, přičemž rozpouštědlo S zachytí uvolněný proton.
UCl4 + H2O + S ⇌ UCl3(OH) + SH+ + Cl−
Molekuly rozpouštědla mohou být nahrazeny jiným ligandem v reakci, jako je například
UCl4 + 2 Cl− → [UCl6]2−
Roztoky UCl4 jsou náchylné k oxidaci vzduchem, což vede k produkci komplexů uranylu.

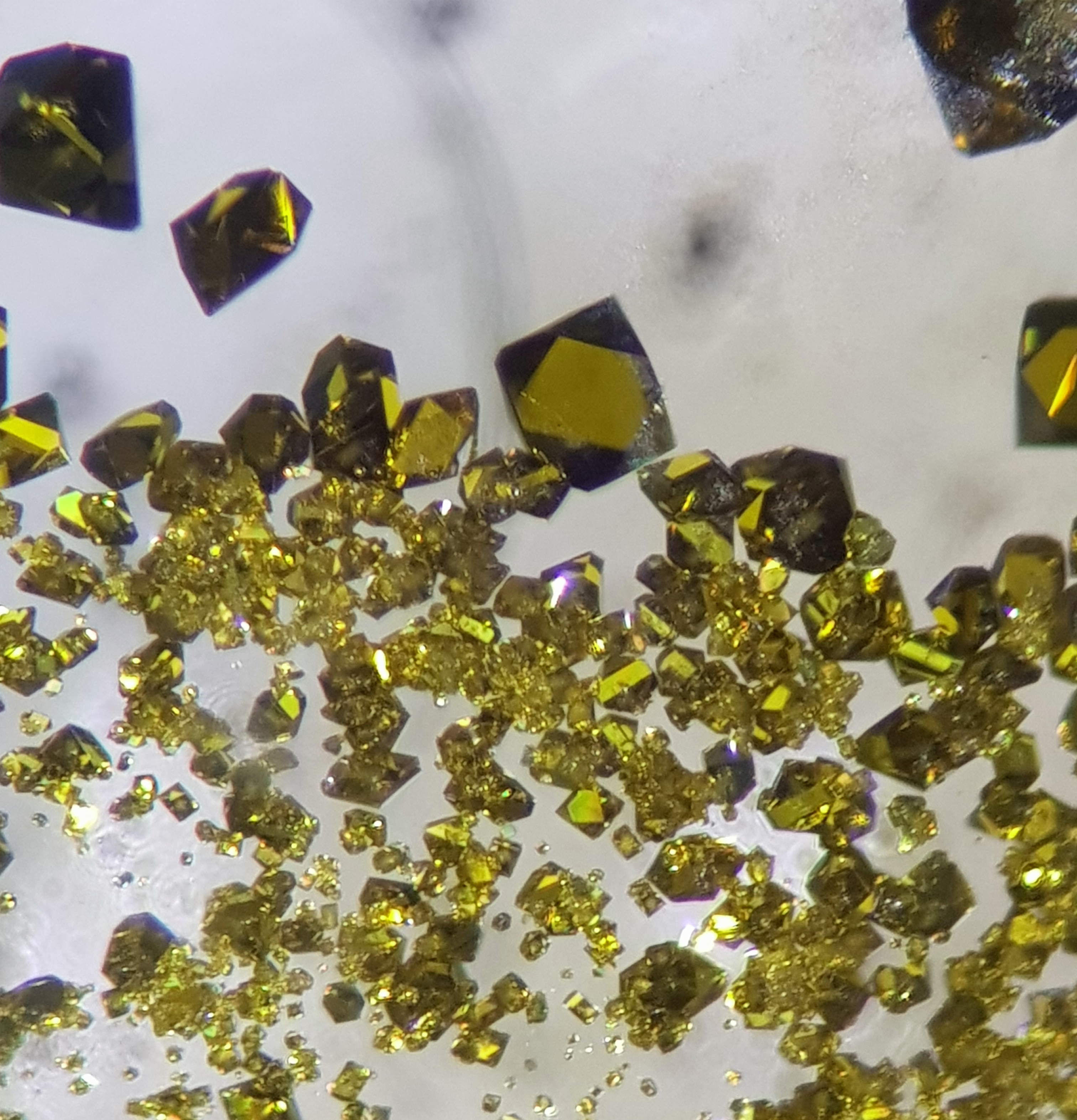
Monokrystaly chloridu uraničitého (zorné pole asi 7 mm)

## Využití
Chlorid uraničitý se používá jako surovina v procesu elektromagnetického obohacování uranu. UCl4 byl prvním izotopem použitým pro obohacování uranu Alfredem Nierem již v roce 1940. O tři roky později byl proces využit v kalutronech v Y-12. Jeho hlavní výhodou je, že chlorid uraničitý používaný v kalutronech není tak korozivní jako hexafluorid uranu používaný ve většině ostatních metod obohacování a zároveň má mnohem vyšší bod varu. Tento proces byl opuštěn v 50. letech 20. století, několik obohacovacích zařízení však zůstalo funkčních až do 21. století.
Během procesu obohacování se chlorid uraničitý ionizuje na uranové plazma.Ionty uranu jsou pak urychlovány a procházejí silným magnetickým polem. Během průchodu magnetickým polem jsou ionty rozděleny podle hmotnosti na ochuzenou obohacenou část.
Chlorid uranu se také považuje za perspektivní palivo pro reaktory na bázi roztavených solí . Taveniny chloridu uraničitého rozpuštěné v eutektické směsi chloridu lithného a chloridu draselného byly také zkoumány jako prostředek k získání aktinoidů z vyhořelého paliva prostřednictvím pyrochemického jaderného přepracování.

## Bezpečnost
Stejně jako všechny ve vodě rozpustné soli uranu je chlorid uraničitý nefrotoxický (jedovatý pro ledviny) a při požití může způsobit vážné poškození ledvin a akutní selhání ledvin.
Radiační riziko je v porovnání s chemickou jedovatostí zanedbatelné.